# 南＝ヴェストファーレン大管区

南＝ヴェストファーレン大管区
Gau Westfalen-Süd

国の標語: "Ein Volk, ein Reich, ein Führer."
（ドイツ語: 一つの民族、一つの国家、一人の総統）国歌: 世界に冠たるドイツ
Das Lied der Deutschen
 
党歌: 旗を高く掲げよ
Horst-Wessel-Lied
 

【大管区登録番号】 第39番

南＝ヴェストファーレン大管区（独：Gau Westfalen-Süd）は、国民社会主義ドイツ労働者党（ナチ党）の設置した大管区の一つである。

## 概要
1926年、ヴェストファーレン大管区（Gau Westfalen）と南＝ラインラント大管区（Gau Rheinland-Nord）の合併によってルール大管区（Gau Ruhr）が設立された。1928年にエッセン地域が大管区より分離し、1930年にはデュッセルドルフ大管区（Gau Düsseldorf）が分離した。1931年1月4日に残された領地から南＝ヴェストファーレン大管区（Gau Westfalen-Süd）が発足し、ヴェストファーレンの残りの地域は北＝ヴェストファーレン大管区（Gau Westfalen-Nord）となった。
大管区の範囲はプロイセン自由州のアルンスベルク行政管区と合同であり、ルール地方中部と東部、ザウアーラントとジーガーラント、ヘルヴェーク地域を含んでいた。1928年以来、ボーフムが大管区都となっていた。1933年以前、大管区本部はカナール通り40番地にあり、同年10月1日からは、ボーフム・シナゴーグの真向かいにある、ヴィルヘルム通り15番地「ヴェストファーレンバンク」内の1階と2階に移転された。1942年、行政本庁はシラー学校に移された。1936年、大管区の総人口は、ザクセン大管区に次いでナチス・ドイツの中で2番目に多かった。
この地域は宗教と社会面に於て非常に複雑であった。1933年以以来、左派の労働運動はルール地方に基盤を持ち、ザウアーラント地域ではカトリックの保守勢力が強かった。その為、当地域でのナチ党の支持率は低迷していた。1938年の党の報告書では、ザウアーラントの党組織は1930年以来、殆ど進展しておらず、1932年7月と1933年3月の国会選挙では、ジーガーラントで絶対多数を得るのみに終わった。
他の大管区と同様、国家当局と党機関は互いに対立していた。州の行政は当時、フェルディナント・フォン・リューニンクが掌握しており、第二次世界大戦に於ける空襲の影響以降、ボーフムには党と州の部署が混在した。
1944年迄、南＝ヴェストファーレンの大管区指導者はヴェストファーレン州への依存からの脱却を何度か試みていた。代わりに、彼らは独立した帝国大管区或はミュンスター地域からの独立をはかった。内務省はこの動向に反対し、アドルフ・ヒトラーと党官房長のマルティン・ボルマンも彼らに反対した為、1944年に計画は破棄された。また、大管区の人員の不手際も失敗の一因となった。同時に、1940年迄シュレージエン大管区（Gau Schlesien）指導者を兼任していたヨーゼフ・ワーグナーは、党指導部から反教会的ではないと指摘された為、1941年に解雇された。その為、南＝ヴェストファーレン大管区は人工的に管理された存在となり、ヴェストファーレン全体の再統一や再配置といった政策は成功しなかった。また、大管区のアイデンティティ確立といった自発的な試みは限定的な形となり、その大半は失敗に終わった。例えば、党の機関紙「ヴェストファーレン方面紙 － "赤き土地"（Westfälische Landeszeitung – Rote Erde）」が「南ヴェストファーレン方面紙（Südwestfälische Landeszeitung）」等と改名されなかったことはその一例である。
終戦間際の1944年9月より、民兵組織の『ザウアーラント義勇軍（Freikorps Sauerland）』が結成され、この部隊は後に国民突撃隊に組み込まれた。1945年4月13日、大管区指導者のアルベルト・ホフマンは、大管区に於ける党の解散を発表した。

## 備考

### 大管区指導者
大管区指導者
- ヨーゼフ・ワーグナー（1931-41年）
- パウル・ギースラー（1941-43年）
- アルベルト・ホフマン（1943-45年）

副大管区指導者
- エミール・シュテュルツ（英語版）（1930-36年）
- フリッツ・ブラハト（英語版） （1936年）
- ハインリヒ・フエッター（ドイツ語版）（1930-45年）

### 構成管区
- アルテナ
- リューデンシャイト
- アルンスベルク
- ボーフム
- ドルトムント
- エネペ＝ルール（英語版）
- ハーゲン
- ハム
- ヘルネ＝カシュトロップ＝ラウセル（英語版）
- イーザーローン
- リップシュタット
- リューネン
- メシェデ
- オルペ
- ジーガーラント（英語版）
- ゾースト
- ウナ
- ヴァンネ＝アイケル（ドイツ語版）
- ヴァッテンシャイト（英語版）
- ヴィッテン
- クライス・ヴィトゲンシュタイン（ドイツ語版）